# Baltische Fußballmeisterschaft 1919/20
Die baltische Fußballmeisterschaft 1919/20 des Baltischen Rasen- und Wintersport-Verbandes gewann der Stettiner FC Titania im Endrundenturnier mit zwei Punkten Vorsprung vor dem VfL Danzig. Dies war der erste Gewinn der baltischen Fußballmeisterschaft für die Stettiner, die sich dadurch für die deutsche Fußballmeisterschaft 1919/20 qualifizierten. Im Viertelfinale traf Stettin in Kiel auf den SV Arminia Hannover und konnte diesen überraschend mit 2:1 nach Verlängerung schlagen.  Es war das erste Mal überhaupt, dass ein Verein aus dem Baltischen Rasen- und Wintersport-Verband die erste Runde der deutschen Fußballmeisterschaft überstehen konnte. Im Halbfinale unterlag Stettin dann dem 1. FC Nürnberg mit 0:3.

## Modus und Übersicht
Wie in der letzten Saison vor dem Ersten Weltkrieg waren die Vereine im Baltische Rasen- und Wintersport-Verband in der Saison 1919/20 in drei Kreise eingeteilt, die Kreismeister qualifizierten sich für die Endrunde um die baltische Fußballmeisterschaft. In allen drei Kreisen gab es mehrere Bezirksklassen, deren Sieger in einer Endrunde den jeweiligen Kreismeister ausspielten.
| Kreis              | Kreismeister                  |
| ------------------ | ----------------------------- |
| Ostpreußen         | SV Prussia-Samland Königsberg |
| Danzig/Westpreußen | VfL Danzig                    |
| Pommern            | Stettiner FC Titania          |

## Kreis I Ostpreußen
Der Kreis Ostpreußen war in dieser Spielzeit in vier Bezirken eingeteilt, die Bezirksmeister trafen in einer Endrunde aufeinander, um den ostpreußischen Fußballmeister zu ermitteln. Zur kommenden Spielzeit wurde die Bezirksanzahl erhöht.

### Bezirk I Königsberg
| Pl. | Verein                             |
| --- | ---------------------------------- |
| 1.  | SV Prussia-Samland Königsberg (BM) |
| 2.  | VfB Königsberg                     |
| 3.  | SpVgg ASCO Königsberg              |
| 4.  | SC Preußen Königsberg a            |
| 5.  | VfR Königsberg a                   |
| 6.  | MTV Ponarth                        |

| (BM) | baltischer Titelverteidiger |

### Bezirk Nord
Aus der Nordliga ist nur der Sieger, SC Lituania Tilsit, überliefert.

### Bezirk Ost
Aus der Ostliga ist nur der Sieger, FC Masovia Lyck und die weiteren Teilnehmer FC Preußen Gumbinnen und SV Insterburg überliefert.

### Bezirk Süd
Aus der Südliga ist nur der Sieger, Osteroder SC 1908, überliefert.

### Endrunde um die ostpreußische Meisterschaft
Halbfinale
|                               | Ergebnis |                    |
| ----------------------------- | -------- | ------------------ |
| SV Prussia-Samland Königsberg | 12:10    | SC Lituania Tilsit |
| FC Masovia Lyck               | b        | SC Osterode        |

Finale
|                               | Ergebnis |                 |
| ----------------------------- | -------- | --------------- |
| SV Prussia-Samland Königsberg | 8:0      | FC Masovia Lyck |

## Kreis II Danzig/Westpreußen
Der Kreis Westpreußen wurde in zwei Bezirke unterteilt, deren Sieger die Kreismeisterschaft in einem Finalspiel ausspielten. Zur kommenden Spielzeit wechselte der Bereich Westpreußen in den Kreis I Ostpreußen, Danzig verblieb im Kreis II, dieser wurde zur kommenden Spielzeit in Kreis II Danzig umbenannt.

### Danzig
| Pl. | Verein                             | Sp. | S | U | N | Tore    | Quote | Punkte |
| --- | ---------------------------------- | --- | - | - | - | ------- | ----- | ------ |
| 1.  | VfL Danzig (M)                     | 5   | 4 | 0 | 1 | 019:900 | 2,11  | 08:20  |
| 2.  | TuFC Preußen Danzig c              | 5   | 4 | 0 | 1 | 025:600 | 4,17  | 08:20  |
| 3.  | SV Ostmark Danzig                  | 5   | 4 | 0 | 1 | 021:110 | 1,91  | 08:20  |
| 4.  | Danziger SC                        | 5   | 2 | 0 | 3 | 016:140 | 1,14  | 04:60  |
| 5.  | Spielabt. d. Lehrseminars Danzig d | 5   | 1 | 0 | 4 | 009:270 | 0,33  | 02:80  |
| 6.  | RSV Hansa Danzig                   | 5   | 0 | 0 | 5 | 008:310 | 0,26  | 0:10   |

### Elbing
Aus Elbing ist aktuell nur der Sieger, SV Viktoria Elbing und der weitere Teilnehmer VfR Hansa Elbing überliefert.

### Entscheidungsspiel um die westpreußische Meisterschaft
|            | Ergebnis |                    |
| ---------- | -------- | ------------------ |
| VfL Danzig | 5:2      | SV Viktoria Elbing |

## Kreis III Pommern
Der Kreis Pommern war in dieser Spielzeit in sechs Bezirken eingeteilt, die Bezirkssieger spielten in der pommerschen Fußballendrunde den Kreismeister Pommerns aus.

### Bezirk I Stolp
| Pl. | Verein             |
| --- | ------------------ |
| 1.  | SV Viktoria Stolp  |
| 2.  | SV Sturm Lauenburg |
| 3.  | SV Germania Stolp  |
| 4.  | RSV Pfeil Schlawe  |
| 5.  | SC Greif Ritzow    |
| 6.  | Bütower SV 1916    |

### Bezirk II Köslin
Aus Köslin ist aktuell nur der Sieger, SV Preußen Köslin und der weitere Teilnehmer Kösliner SV Phönix überliefert.

### Bezirk III Stettin
Da im Bezirk V Schneidemühl in dieser Spielzeit kein Spielbetrieb stattfand, durften zwei Vereine aus dem Bezirk III Stettin an der pommerschen Endrunde teilnehmen.
| Pl. | Verein                 | Sp. | S  | U | N  | Tore    | Quote | Punkte |
| --- | ---------------------- | --- | -- | - | -- | ------- | ----- | ------ |
| 1.  | Stettiner FC Titania   | 13  | 11 | 1 | 1  | 052:130 | 4,00  | 23:30  |
| 2.  | Stettiner SC           | 13  | 10 | 1 | 2  | 070:130 | 5,38  | 21:50  |
| 3.  | Stettiner TV           | 13  | 7  | 1 | 5  | 023:260 | 0,88  | 15:11  |
| 4.  | VfB Stettin            | 13  | 6  | 2 | 5  | 025:340 | 0,74  | 14:12  |
| 5.  | SC Preußen Stettin     | 13  | 6  | 0 | 7  | 032:270 | 1,19  | 12:14  |
| 6.  | SC Vorwärts Stettin    | 13  | 2  | 1 | 10 | 013:380 | 0,34  | 05:21  |
| 7.  | SC Viktoria Stargard e | 7   | 2  | 0 | 5  | 000:210 | 0,00  | 04:10  |
| 8.  | SC Comet Stettin       | 13  | 2  | 0 | 11 | 016:590 | 0,27  | 04:22  |

Qualifikationsrunde:
| Pl. | Verein              | Sp. | S | U | N | Tore    | Quote | Punkte |
| --- | ------------------- | --- | - | - | - | ------- | ----- | ------ |
| 1.  | SC Blücher Stettin  | 3   | 2 | 1 | 0 | 007:200 | 3,50  | 05:10  |
| 2.  | Stettiner SVgg 1905 | 3   | 2 | 1 | 0 | 006:600 | 1,00  | 05:10  |
| 3.  | SC Vorwärts Stettin | 3   | 1 | 0 | 2 | 007:500 | 1,40  | 02:40  |
| 4.  | SC Comet Stettin    | 3   | 0 | 0 | 3 | 001:800 | 0,13  | 0:60   |

### Bezirk IV Gollnow/Pyritz
Aus dem Bezirk IV Gollnow/Pysritz ist nur der Sieger, SC Blücher Gollnow, überliefert.

### Bezirk V Schneidemühl
In dem Bezirk V Schneidemühl fand 1919/20 kein Spielbetrieb statt.

### Bezirk VI Uckermark
Aus dem Bezirk VI Uckermark ist nur der Sieger, SC Vorwärts Löcknitz, überliefert.

### Endrunde um die pommersche Meisterschaft
Die Bezirksmeister trafen im K.-o.-System aufeinander, um den pommerschen Fußballmeister zu ermitteln.
Vorrunde:
|                                                              | Ergebnis |                                                   |
| ------------------------------------------------------------ | -------- | ------------------------------------------------- |
| SC Blücher Gollnow (Sieger Bezirk IV Gollnow/Pyritz)         | 3:0      | SC Vorwärts Löcknitz (Sieger Bezirk VI Uckermark) |
| SV Viktoria Stolp (Sieger Bezirk I Stolp/Lauenburg)          | 6:0      | SV Preußen Köslin (Sieger Bezirk II Köslin)       |
| Stettiner FC Titania und Stettiner SC erhielten ein Freilos. |          |                                                   |

Halbfinale
|                      | Ergebnis |                    |
| -------------------- | -------- | ------------------ |
| Stettiner FC Titania | 9:0      | SV Viktoria Stolp  |
| Stettiner SC         | f?:? f   | SC Blücher Gollnow |

Finale
|                      | Ergebnis |              |
| -------------------- | -------- | ------------ |
| Stettiner FC Titania | 3:2      | Stettiner SC |

## Endrunde um die baltische Fußballmeisterschaft
Die Endrunde um die baltische Fußballmeisterschaft wurde in der Saison 1919/20 im Rundenturnier ausgetragen. Qualifiziert waren die Meister aus den 3 Bezirksklassen. Der Stettiner FC Titania setzte sich mit zwei Siegen durch und durfte zum ersten Mal an der Endrunde um die deutsche Fußballmeisterschaft teilnehmen. Es war der erste Verein aus Pommern, der die baltische Fußballmeisterschaft gewinnen konnte.

### Kreuztabelle
| 1920                          | Stettiner FC Titania | VfL Danzig | SV Prussia-Samland Königsberg |
| ----------------------------- | -------------------- | ---------- | ----------------------------- |
| Stettiner FC Titania          |                      | 2:0        | 2:1                           |
| VfL Danzig                    |                      |            | 1:0                           |
| SV Prussia-Samland Königsberg |                      |            |                               |

### Abschlusstabelle
| Pl. | Verein                                                    | Sp. | S | U | N | Tore    | Quote | Punkte |
| --- | --------------------------------------------------------- | --- | - | - | - | ------- | ----- | ------ |
| 1.  | Stettiner FC Titania (Sieger Kreis III Pommern)           | 2   | 2 | 0 | 0 | 004:100 | 4,00  | 04:0   |
| 2.  | VfL Danzig (Sieger Kreis II Danzig)                       | 2   | 1 | 0 | 1 | 001:200 | 0,50  | 02:20  |
| 3.  | SV Prussia-Samland Königsberg (Sieger Kreis I Ostpreußen) | 2   | 0 | 0 | 2 | 001:300 | 0,33  | 0:40   |